# Dohnányi Ernő
Dohnányi Ernő Jenő Frigyes (nemzetközi névváltozat: Ernst von Dohnányi; Pozsony, 1877. július 27. – New York, 1960. február 9.) magyar zeneszerző, karmester, zongoraművész, zenepedagógus.

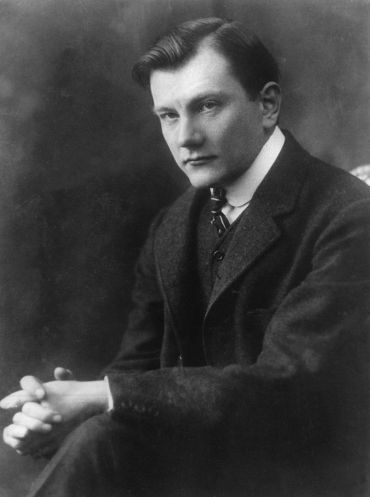
A fiatal Dohnányi

## Élete

### Családi háttere
A felvidéki család nevét először 1697-ben említi hivatalos irat, amelyben I. Lipót nemesi címet adományozott Dohnányi Györgynek. Édesapja Dohnányi Frigyes, a Pozsonyi Királyi Katolikus Főgimnázium tanára volt, és erősen érdeklődött a művészetek iránt. Tehetséges csellista volt, rendszeresen és elismerten szerepelt a pozsonyi polgárság zenei igényeit kielégítő koncerteken és házi muzsikálásban egyaránt. Még Liszt Ferenccel is játszott együtt egy pozsonyi koncert alkalmával. Édesanyja Szlabey Ottilia, egyetlen húga, a nála egy évvel fiatalabb Mária volt.

### Pozsonyi évei
A gyermek Dohnányi körül folyton muzsika szólt. Édesapja kezdte zongorára tanítani hatéves korában. Első kompozícióját is arra írta 1884-ben, Gebet címmel. Kilencévesen, 1886-ban szerepelt először nyilvánosan, és ebben az évben íratták be a pozsonyi gimnáziumba is. Ott ismerte meg a nála négy évvel fiatalabb Bartók Bélát. Szülei kívánsága szerint középiskolai évei alatt elsődleges feladata a tanulás volt; a gyakorlás, komponálás csak ezután következhetett. Azonban a zene iránti korai elkötelezettsége és rendkívüli tehetsége olyan mértékű fejlődést mutatott, hogy apja belátta, fiának hivatásos zenésznek kell lennie.
Korai szerzeményei zongoradarabok, zongorakíséretes hegedű- és csellódarabok, valamint vonós kamaraművek. Később, 14 éves korában már vokális műveket is írt: kórusműveket iskolai alkalmakra, dalokat, sőt még az opera műfajával is megpróbálkozott, 1891-ben.
1894-ben érettségizett. Egyértelmű volt, hogy a muzsikus pályát választja. Hosszas fontolgatás után döntött úgy, hogy a Bécsi Zeneakadémia helyett az akkor még mindössze két évtizedes múlttal rendelkező Magyar Királyi Zeneakadémiát választja tanulmányai színhelyéül. 1894 szeptemberében felvették a zongora és a zeneszerzés tanszakra.

### Pályakezdés
Zongorából a 3. évfolyamra Thomán Istvánhoz, zeneszerzésből pedig 2. évfolyamra Koessler Jánoshoz került. Ezenkívül még a Budapest Tudományegyetem bölcsészkara német–magyar szakára is beiratkozott, de egyetemi tanulmányait rövidesen abbahagyta, mivel a Zeneakadémia minden idejét lekötötte. 1895-ben írta 1. opusszámmal ellátott művét, a c-moll zongoraötöst, amelyet Koessler közbenjárására Johannes Brahms is megismert, és előadatott Bécsben, még 1895-ben. Brahms állítólag annyit fűzött a darabhoz, hogy: „Magam sem tudtam volna jobban megírni”. Budapesten is egyre nagyobb népszerűségnek örvendett. Zeneszerzőként pedig az eddigi kamara- és zongoraművek mellett egy szimfónia megírásának ötlete kezdte el foglalkoztatni. 1897-ben ez a szimfónia (F-dúr) és a Zrínyi-nyitány elnyerte a millenniumi országos kiállítás alkalmából meghirdetett Királydíjat. Még az év júniusában kitüntetéssel diplomázott mind zongorából, mind zeneszerzésből. Nyarát Eugen d'Albert-rel, a kor egyik legavatottabb Beethoven-játékosának társaságában töltötte, hogy felkészüljön őszre tervezett berlini bemutatkozására. A német főváros nem hozta meg számára a kívánt koncertsikereket, de a jövőbeni művészi karrierjéhez vezető legfontosabb esemény mégis itt érte: Richter János meghívta a Budapesti Filharmóniai Társaság Zenekara szólistájának, 1897 novemberére. Az ő révén mutatkozott be Londonban, 1898-ban, amivel megvetette világhírnevének alapjait. Az angol fővárosban fergeteges sikert aratott, egyre újabb és újabb koncerteket követeltek tőle, és az újságok is hasábokat szenteltek méltatására. 1899 márciusában megnyerte a bécsi Bösendorfer zongoragyár által meghirdetett zeneszerzői versenyt, op. 5-ös e-moll zongoraversenye egytételes változatával. Az 1899/1900-as évad során lépett be a világutazó koncertzongoristák körébe.

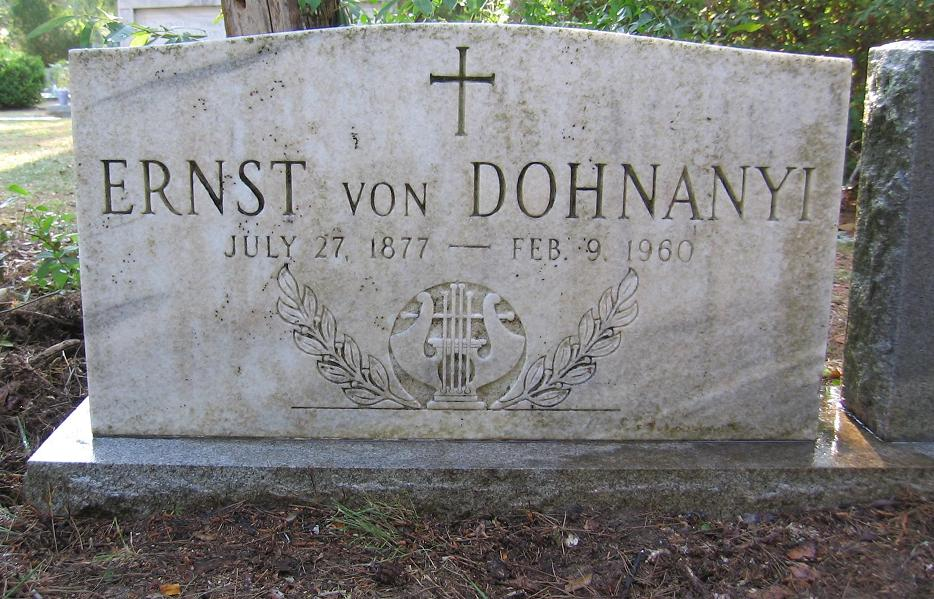
Sírja Floridában

1903–1905 között Bécsben, majd 1915-ig Berlinben volt a Zeneakadémia professzora, 1915 végétől Budapesten működött. A Magyarországi Tanácsköztársaság idején Bartókkal és Kodállyal együtt a zenei direktórium tagja volt.
1919–1944 között a Budapesti Filharmóniai Társaság elnökkarnagya, 1931–1934 között a Magyar Rádió Zenei Osztályának igazgatója, majd a Zeneakadémia főigazgatója volt. Munkásságát 1930-ban Corvin-lánccal is elismerték.
A második világháború kitörésével élete legfordulatosabb és egyben legkeservesebb szakaszához érkezett. A sorsforduló magánéletében kezdődött: ebben az esztendőben ismerkedett meg későbbi, harmadik feleségével, az akkor mindössze 27 esztendős Zachár Ilonával, akinek személye több szempontból is döntő befolyással volt a zeneszerző sorsának alakulására. Akkor is például, amikor 1944 őszén közösen úgy döntöttek, hogy Ilona gyermekeivel együtt végleg elhagyják Magyarországot. Ezt követően három éven át egy ausztriai faluban várták a háború végét és a koncertélet rendeződését – kétségbeejtő anyagi körülmények között. Innen egyéves argentínai kényszerkitérő és számtalan nehézség után 1949-ben érkezett meg a család az Amerikai Egyesült Államokba, ahol a Florida State University zongora- és zeneszerzés-professzori állást kínált neki. Ő örömmel elfogadta az ajánlatot, s az év novemberétől haláláig, 1960-ig egzisztenciális gondoktól ugyan nem mentes, de a háborús éveknél összehasonlíthatatlanul harmonikusabb, nyugodtabb periódust töltött Florida fővárosában, Tallahassee-ben. Másrészről azonban a hányattatásoknak ekkor még nem szakadt végük: művészi és anyagi érvényesülését ugyanis csaknem teljesen lehetetlenné tette az a politikai rágalomhadjárat, amely még 1945 tavaszán indult ellene Magyarországon, s jó tíz éven át meghatározta életét bolyongása évei alatt, s még Amerikában is utolérte. Dohnányit háborús bűnökkel vádolták meg, s annak ellenére, hogy a hivatalos minisztériumi vizsgálat minden kétséget kizáróan felmentette őt előbb Magyarországon, majd amikor a vizsgálat lefolytatását kérték, az Egyesült Államokban is, a rágalom kiirthatatlannak bizonyult. Ennek következtében – bár Dohnányi mindvégig aktívan hangversenyezett országszerte kisebb városokban – az igazán jelentős kulturális központokban nem tudott érvényesülni, New Yorkban például csupán egyetlen alkalommal sikerült hangversenyt szervezni számára, így a szimbolikus rehabilitációra tulajdonképpen haláláig nem került sor.
Élete 83. évében tüdőgyulladásban hunyt el New Yorkban, ahol éppen lemezfelvételt készített, és a túlkondicionált stúdióban megfázott. 1990-ben posztumusz Kossuth-díjjal tüntették ki.

## Magánélete
Három házasságából három vér szerinti és három nevelt gyermeke volt. Dohnányi először a zsidó származású zongoraművésznővel, Elisabeth Kunwalddal (Kunwald Elza) élt házasságban. Ebből a frigyből két gyermeke született, Hans von Dohnanyi (1902–1945) és Grete (1903–1993), akik később a Bonhoeffer családba házasodtak be. 1919-től 1949-ig Dohnányi második felesége, Elsa Galafrès színésznő volt; majd egészen haláláig Zachár Ilonával (Icy) élt házastársi kapcsolatban. Hans fiának gyermekei közül Klaus von Dohnanyi politikus, Hamburg egykori polgármestere, míg Christoph von Dohnányi világhírű karmester lett. Dédunokája a népszerű német színész, Justus von Dohnányi.

## Művei

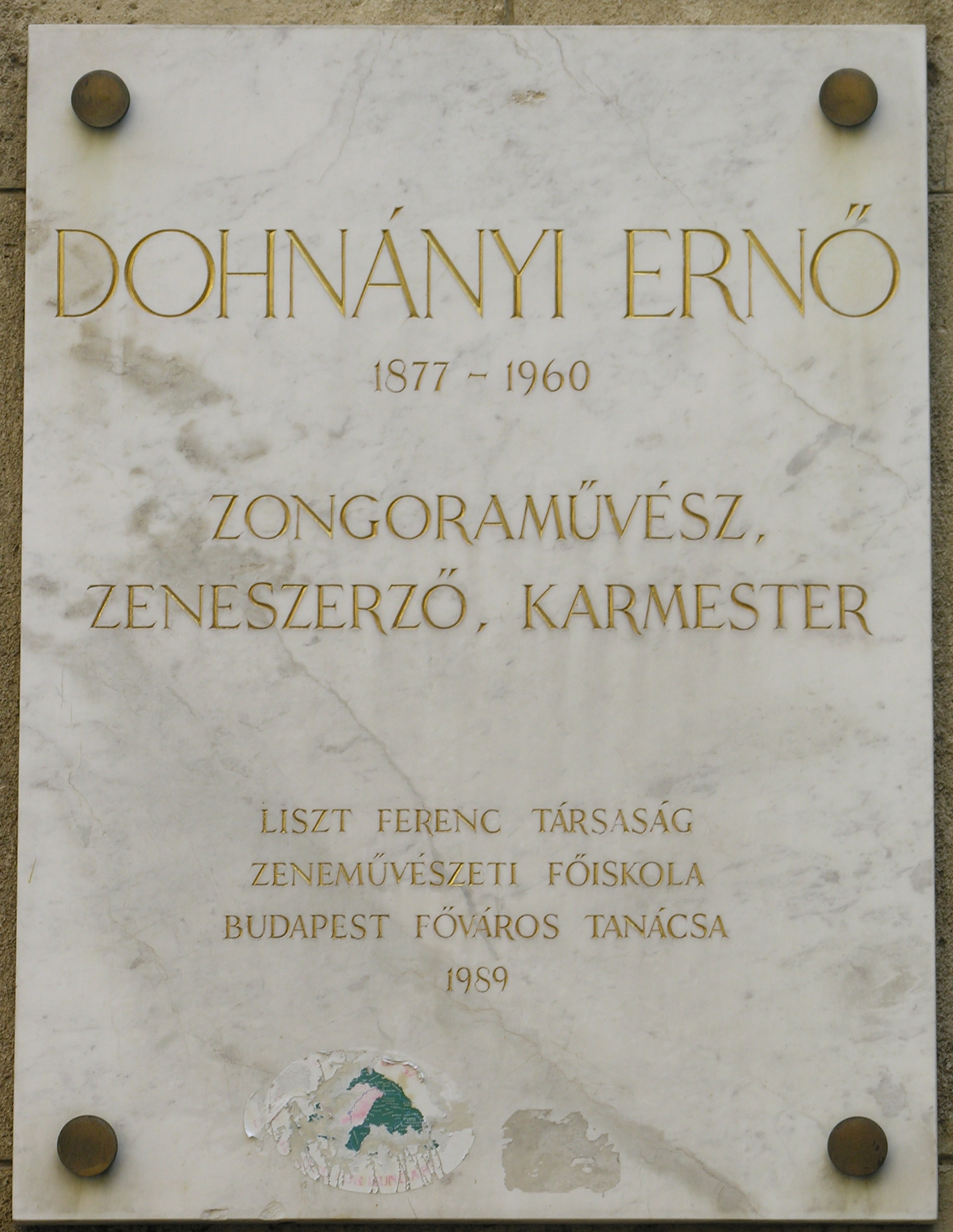
Dohnányi Ernő emléktáblája,
Budapest VI. kerület,
Dohnányi Ernő utca 1.

### Fiatalkori művek

#### Zrínyi-nyitány (1896)
A nagyközönség számára először 1996-ban a Zeneakadémián a Műegyetemi Szimfonikus Zenekar mutatta be, a mű keletkezésének és a zenekar alapításának 100 éves évfordulója alkalmából rendezett hangversenyen. Első lemezfelvétele is a Műegyetemi Szimfonikus Zenekar előadásában került rögzítésre 2001-ben.

#### Zongoradarabok
- Gebet (1884, Pozsony)
- Etűd, D-dúr (1886, Pozsony)
- Etűd, C-dúr (1886, Pozsony)
- Bagatella, cisz-moll (1887, Pozsony)
- Bagatella II, D-dúr (1887, Pozsony)
- Bagatella, a-moll (1887, Pozsony)
- Tarantella, e-moll (1887, Pozsony)
- Mazurka, C-dúr (1888, Pozsony)
- Impromtu, A-dúr (1888, Pozsony)
- Scherzo, A-dúr (1888, Pozsony)
- Walzer, cisz-moll (1888, Pozsony)
- Pastorale, a-moll (1888, Pozsony)
- Tarantella, e-moll (1888, Pozsony)
- Scherzino, a-moll (1888, Pozsony)
- 2 Kleine Scherzandos (1888, Pozsony)
- Mazurka, b-moll (1889, Pozsony)
- Mazurka, B-dúr (1889, Pozsony)
- 6 Fantasiestücke (1890, Pozsony)
- Zongoraszonáta, A-dúr (1890, Pozsony)
- Zongoraszonáta, G-dúr (1890, Pozsony)
- Bagatelle, D-dúr (1890, Pozsony)
- Tarantella, c-moll (1890, Pozsony)
- Zongoraszonáta, B-dúr (1890, Pozsony)
- Canon, C-dúr (1890, Pozsony)
- Romance, a-moll (1891, Pozsony)
- Fantasiestücke, A-dúr (1891, Pozsony)
- Heda, 6 zongoradarab (1891, Kisherestyén)
- Novelette, E-dúr (1891, Budapest)
- Impromptu, f-moll (1892, Pozsony)
- Romance, fisz-moll (1894, Pozsony)

### Opuszszámmal ellátott művek
| Opusszám | Cím                                                                          | Megjegyzés |
| -------- | ---------------------------------------------------------------------------- | --- |
| Op. 1    | Zongoraötös (1895, Budapest)                                                 | Erről mondta Brahms, amikor Pesten meghallgatta, hogy „Én sem tudtam volna jobban megírni”.                                                               |
| Op. 2    | 4 zongoradarab (1897)                                                        | |
| Op. 3    | Walzer négy kézre (1897)                                                     | |
| Op. 4    | Variációk és fúga G(rúber). E(mma). témájára (zongora, 1897, Berlin)         | |
| Op.5     | 1. zongoraverseny, e-moll (1897–98, Budapest, Bécs)                          | |
| Op.6     | Passacaglia (zongora, 1899, London)                                          | |
| Op.7     | 1. vonósnégyes, A-dúr (1899, London)                                         | |
| Op.8     | Gordonka-zongora szonáta, b-moll (1899, London)                              | |
| Op.9     | 1. szimfónia, d-moll (1900–1901, Manchester)                                 | |
| Op.10    | Szerenád (hegedű, brácsa, gordonka, 1902, Bécs)                              | |
| Op.11    | 4 rapszódia (zongora, 1904, Bécs)                                            | |
| Op.12    | Konzertstück, D-dúr (gordonka, zenekar, 1903–1904, Budapest)                 | |
| Op.13    | Winterreigen. 10 Bagatellen (zongora, 1906, Bécs)                            | |
| Op.14    | Sechs Gedichte von Victor Heindl (énekhang, zongora, 1907, Berlin)           | |
| Op.15    | 2. vonósnégyes, Desz-dúr (1907, Berlin)                                      | |
| Op.16    | Im Lebenslenz. Sechs Gedichte von W.C. Gomoll (énekhang, zongora, 1907)      | |
| Op.17    | Humoreszkek szvit formában (1907, Bergen)                                    | |
| Op.18    | Pierette fátyola. Pantomim 3 képben (1910, Drezda)                           | |
| Op.19    | Szvit nagyzenekarra (1910, Budapest)                                         | |
| Op.20    | Tante Simona. Vígopera 1 felvonásban (1913, Simrock)                         | |
| Op.21    | Hegedű-zongora szonáta, cisz-moll (1912, Bécs)                               | |
| Op.22    | Három dal énekhangra és zenekarra (1912)                                     | |
| Op.23    | 3 darab zongorára (kiad. 1913)                                               | |
| Op.24    | Szvit régi stílusban (zongora,1913, Berlin)                                  | |
| Op.25    | Variációk egy gyermekdalra (zenekar, zongora, 1914, Berlin)                  | |
| Op.26    | esz-moll zongoraötös (1914)                                                  | |
| Op.27    | 1. hegedűverseny, d-moll (1915)                                              | |
| Op.28    | 6 koncertetűd zongorára (1916)                                               | |
| Op.29    | Változatok egy magyar népdalra (1917, Budapest)                              | |
| Op.30    | A vajda tornya (1922)                                                        | |
| Op.31    | Ünnepi nyitány (1923)                                                        | |
| Op.32a   | Ruralia Hungarica (7 darab zongorára, 1923)                                  | 1. Allegretto, molto tenero; 2. Presto, ma non tanto, 3. Andante poco moto, rubato; 4. Vivace; 5. Allegro grazioso; 6. Adagio non troppo; 7. Molto vivace |
| Op.32b   | Ruralia Hungarica (5 darab zenekarra, 1924)                                  | |
| Op.32c   | Ruralia Hungarica (3 darab hegedűre és zongorára, 1924)                      | |
| Op.32d   | Ruralia Hungarica (Andante rubato csellóra vagy hegedűre és zongorára, 1924) | |
| Op.33    | 3. vonósnégyes, a-moll                                                       | |
| Op.34    | A tenor (1929)                                                               | |
| Op.35    | Szegedi mise (1930)                                                          | |
| Op.36    | Szimfonikus percek (1933)                                                    | |
| Op.37    | C-dúr szextett (1935)                                                        | zongora, klarinét, kürt, hegedű, brácsa, cselló |
| Op.38    | Cantus vitae (1941)                                                          | Az ember tragédiája szövegére |
| Op.39a   | Keringő szvit két zongorára (1945)                                           | |
| Op.39b   | Limping keringő zongorára (1947)                                             | |
| Op.40    | 2. szimfónia E-dúr (1943–44, 1953–57)                                        | 1. Allegro con brio, ma energico e appassionato; 2. Adagio pastorale, molto con sentimento; 3. Scherzo – Burla: Allegro; 4. Variazione                    |
| Op.41    | Hat darab (1945)                                                             | 1. Impromptu, 2. Scherzino, 3. Canzonetta, 4. Cascades, 5. Ländler, 6. Cloches                                                                            |
| Op.42    | 2. zongoraverseny, b-moll (1947)                                             | |
| Op.43    | 2. hegedűverseny, c-moll (1950)                                              | |
| Op.44    | Három különös darab (1945)                                                   | |
| Op.45    | Concertino hárfára és kamarazenekarra (1952, Florida, Tallahassee)           | |
| Op.46    | Stabat Mater (1953)                                                          | |
| Op.47    | Amerikai rapszódia                                                           | |
| Op.48    | No.1 Fuvola-zongora ária (1958) No.2 Passacaglia szóló fuvolára (1959)       | |

#### Zongoraművek
- Variációk Erkel Ferenc Himnuszára (1896, Budapest)
- 4 Zongoradarab op. 2 (1896–97, Budapest és Berlin)
- Variációk G.E. témájára (1897, Starnberg)
- Intermezzo, g-moll (1898, Budapest)
- Gavotte és Musette (1898, Pozsony)
- Passacaglia op. 6 (1899, London)
- Albumblatt (1897–1900, Budapest)
- Négy rapszódia (1904, Bécs)
- Winterreigen, 10 Bagatellen (1905, Berlin)
- Humoresken in Form einer Suite op. 17 (1907, Berlin)
- Der Schleier der Pierette: Nászinduló a pantomimből (átírva 1909–10)
- 3 Stücke op. 23 (1912, Bécs)
- Suite nach altem Styl op. 24 (1913, Berlin)
- Hat koncertetűd op. 28 (1916, Budapest)
- Változatok egy magyar népdalra op. 29 (1917, Budapest)
- Ruralia Hungarica[17] (zongorára), 7 darab op. 32/a (1923–24, Budapest)
- Változatok Bókay bácsinak egy témájára (1927, Budapest)
- 6 Piano Pieces op. 41 (1945, Neukirchen-am-Walde, Ausztria)
- Three Singular Pieces op. 44 (1951, Tallahassee, USA)

#### Operák, színpadi művek
- Pierette fátyla (1910)
- Simona néni (1912)
- A vajda tornya (1922)
- A tenor (1929)

#### Oratorikus művek
- Szegedi mise[18] (1930) (A Mátyás-templom kórusa Tardy László vezényletével Szegeden és Budán is előadta. Az utóbbiról videófelvétel is készült, de CD-n máig sem jelent meg.)
- Cantus vitae[19] (1941) (Az ember tragédiája filozofikus szövegeire komponálta a szerző. Egy zenekari közjátékba a szerző beleszövi a „munkás-marseillaise”, az Internacionálé témáját is. Hungaroton CD-n megjelent.)
- Stabat Mater[20] (1956)

#### Zenekari művek
- 2 szimfónia (d-moll:1901, E-dúr: 1944/1956)
- Szvit (1909)
- Zrínyi-nyitány (1896)
- Ünnepi nyitány (1923)
- Szimfonikus percek (1933)
- Amerikai rapszódia (1953)

#### Versenyművek
- 2 zongoraverseny (e-moll: 1898, h-moll: 1947)
- Variációk egy gyermekdalra (1914)
- 2 hegedűverseny (d-moll: 1915, c-moll: 1950)
- Konzertstück (gordonka és zenekar, 1904)
- Concertino hárfára és kamarazenekarra (1952)

#### Kamarazene
- Szerenád (vonóstrió, 1902)
- 3 vonósnégyes (A-dúr: 1899, Desz-dúr: 1906, a-moll: 1926)
- 2 zongoraötös (c-moll: 1895, esz-moll: 1914
- Cselló-zongora szonáta (1899)
- Hegedű-zongora szonáta (1912)
- Szextett (C-dúr: 1935)

#### Egyéb művek
- dalok
- népdalfeldolgozások. Néhány megjelent CD-n Bartók, Kodály és Lajtha feldolgozásai mellett.
- kórusok
- átiratok, kadenciák
- Erkel Ferenc Himnuszának átdolgozása ma ismert formájára (1938)

## Diszkográfia
Gramofon felvétel:
- W. A. Mozart: Piano Concerto No. 17 in G major, KV 453 (1784) Ernst von Dohnányi, Piano (conducting from the piano) Budapest Philharmonic Orchestra Columbia, 1928

## Kötetei
- Message to posterity; angolra ford. Ilona von Dohnányi, szerk. Mary F. Parmenter; Drew, Jacksonville, 1960
- Búcsú és üzenet; Nemzetőr, München, 1962
- Dohnányi Ernő családi levelei; összeáll. Kelemen Éva; Országos Széchényi Könyvtár–Gondolat–MTA Zenetudományi Intézet, Budapest, 2011
- Válogatott írások és nyilatkozatok; szerk. Kusz Veronika; Rózsavölgyi, Budapest, 2020 (Zeneszerzők írásai)

## Emlékezete
- Alakja felbukkan Kondor Vilmos Budapest noir című bűnügyi regényében, Gömbös Gyula miniszterelnök temetésének egyik résztvevőjeként.